# FIL Juniorenweltcup Rennrodeln auf Naturbahn 2017/18
Der FIL Juniorenweltcup Rennrodeln auf Naturbahn 2017/18 begann am 30. Dezember 2017 im steirischen Winterleiten (AUT) bei Judenburg/Obdach und endete am 28.  Januar 2018 in Umhausen (AUT). Höhepunkt der Saison war die 11. FIL-Naturbahnrodel-Juniorenweltmeisterschaft vom 3. bis zum 4. Februar 2018 in Laas (ITA).

## Damen-Einsitzer

### Ergebnisse
| Datum                          | Ort                 | Siegerin           | Zweite               | Dritte             |
| ------------------------------ | ------------------- | ------------------ | -------------------- | ------------------ |
| 30. bis 31. Dezember 2017      | Obdach-Winterleiten | Daniela Mittermair | Lisa Walch           | Nadine Staffler    |
| 3. bis 4. Januar 2018          | Seiseralm           | Nadine Staffler    | Christa Unterholzer  | Daniela Mittermair |
| 13. Januar bis 14. Januar 2018 | St. Sebastian       | Nadine Staffler    | Christa Unterholzner | Camilla Singer     |
| 27. bis 28. Januar 2018        | Umhausen            | Camilla Singer     | Lisa Walch           | Nadine Staffler    |

### Weltcupstand
Endstand
| Rang | Name                | Punkte |
| ---- | ------------------- | ------ |
| 01   | Nadine Staffler     | 340    |
| 02   | Christa Unterholzer | 290    |
| 03   | Lisa Walch          | 258    |
| 04   | Camilla Singer      | 252    |
| 05   | Vanessa Markt       | 216    |
| 06   | Greta Oberrauch     | 176    |
| 07   | Daniela Mittermair  | 170    |
| 08   | Andrea Kuntner      | 160    |
| 09   | Aleksandra Suvorova | 126    |
| 09   | Berina Mustic       | 126    |

## Herren-Einsitzer

### Ergebnisse
| Datum                          | Ort                 | Sieger              | Zweiter            | Dritter            |
| ------------------------------ | ------------------- | ------------------- | ------------------ | ------------------ |
| 30. bis 31. Dezember 2017      | Obdach-Winterleiten | Florian Markt       | Fabian Achenrainer | Laurin Kompatscher |
| 3. bis 4. Januar 2018          | Seiseralm           | Fabian Achenrainer  | Laurin Kompatscher | Florian Markt      |
| 13. Januar bis 14. Januar 2018 | St. Sebastian       | Florian Haselrieder | Florian Markt      | Daniel Gruber      |
| 27. bis 28. Januar 2018        | Umhausen            | Fabian Achenrainer  | Laurin Kompatscher | Daniel Gruber      |

### Weltcupstand
Endstand
| Rang | Name                | Punkte |
| ---- | ------------------- | ------ |
| 01   | Fabian Achenrainer  | 345    |
| 02   | Florian Markt       | 315    |
| 03   | Laurin Kompatscher  | 295    |
| 04   | Florian Haselrieder | 256    |
| 05   | Daniel Gruber       | 235    |
| 06   | Elias Gruber        | 195    |
| 07   | Josef Limmer        | 177    |
| 08   | Fabian Brunner      | 156    |
| 09   | Miguel Brugger      | 151    |
| 10   | Aleksandr Zyrianov  | 137    |

## Doppelsitzer

### Ergebnisse
| Datum                   | Ort                 | Sieger     | Sieger                              | Zweite      | Zweite                              | Dritte      | Dritte                              |
| ----------------------- | ------------------- | ---------- | ----------------------------------- | ----------- | ----------------------------------- | ----------- | ----------------------------------- |
| 30. bis 31. Januar 2017 | Obdach-Winterleiten | Osterreich | Fabian Achenrainer – Miguel Brugger | Deutschland | Josef Limmer – Simon Dietz          | Russland    | Kiril Kravchuk – Aleksandr Zyrianov |
| 5. bis 6. Januar 2016   | Seiseralm           | Osterreich | Fabian Achenrainer – Miguel Brugger | Deutschland | Josef Limmer – Simon Dietz          | Russland    | Kiril Kravchuk – Aleksandr Zyrianov |
| 13. bis 14. Januar 2018 | Umhausen            | Osterreich | Fabian Achenrainer – Miguel Brugger | Russland    | Kiril Kravchuk – Aleksandr Zyrianov | Deutschland | Josef Limmer – Simon Dietz          |
| 27. bis 28. Januar 2018 | Umhausen            | Osterreich | Fabian Achenrainer – Miguel Brugger | Russland    | Kiril Kravchuk – Aleksandr Zyrianov | Deutschland | Josef Limmer – Simon Dietz          |

### Weltcupstand
Endstand
| Rang | Name                                  | Punkte |
| ---- | ------------------------------------- | ------ |
| 01   | Fabian Achenrainer – Miguel Brugger   | 400    |
| 02   | Kirill Kravchuk – Aleksandr Zyrianov  | 310    |
| 03   | Josef Limmer – Simon Dietz            | 310    |
| 04   | Blaz Mekina – Bine Mekina             | 230    |
| 05   | Maximilian Pichler – Matthias Pichler | 225    |
| 06   | Kacper Pietraszko – Konrad Stano      | 150    |
| 07   | Yuzuf Ozcan – Emercan Oezcan          | 46     |
| 08   | Florian Haselrieder – Elias Gruber    | 0      |